# Clayton Jimmie
Clayton Jimmie, né le 10 juillet 1995 à Durban, est un nageur sud-africain.

## Carrière
Clayton Jimmie est médaillé d'argent du 4 × 100 mètres nage libre et médaillé de bronze du 4 × 100 mètres quatre nages aux Jeux du Commonwealth de 2014 à Glasgow. Aux Jeux africains de 2015 à Brazzaville, il est médaillé d'or du 100 mètres nage libre, du 4 × 100 m nage libre et du 4 × 100 m nage libre mixte, médaillé d'argent du 4 × 100 m quatre nages et médaillé de bronze du 50 mètres nage libre.
Il remporte aux Championnats d'Afrique de natation 2021 à Accra la médaille d'or sur 50 mètres papillon, la médaille d'argent sur 4 × 100 mètres nage libre et sur 4 x 100 mètres quatre nages et la médaille de bronze du 100 mètres nage libre.
Il obtient aux Championnats d'Afrique de natation 2022 à Tunis la médaille d'or sur 50 mètres nage libre, 50 mètres dos, 50 mètres papillon et sur 4 × 100 mètres nage libre mixte ainsi que la médaille d'argent sur 100 mètres nage libre et la médaille de bronze sur 100 mètres papillon et sur 4 × 100 mètres quatre nages.
Aux Jeux africains de 2023 à Accra, il est médaillé d'or du 100 mètres nage libre, du 4 × 100 m quatre nages, du 4 × 100 m nage libre et du 4 × 100 m nage libre mixte, et médaillé d'argent du 50 mètres nage libre.
Il est médaillé d'or sur 100 mètres nage libre et sur 4 x 100 mètres quatre nages mixte, médaillé d'argent du 4 x 100 mètres quatre nages, médaillé de bronze du 50 mètres nage libre aux Championnats d'Afrique de natation 2024 à Luanda.